# Bogdanusa
Bogdanusa (auch Bogdanuša) ist eine kroatische Weißweinsorte. Die Rebe stammt von der Insel Hvar, wo sie den überwiegenden Teil der bestockten Rebfläche darstellt. Auf der Insel Brač ist sie die zweitwichtigste Rebsorte. Auf dem Festland liegt das Hauptverbreitungsgebiet in einem Gebiet zwischen Split und Makarska.
Die Sorte trägt Trauben, die einen trockenen goldgelben Wein mit einem Alkoholgehalt von bis zu 13 Volumenprozent ergeben. Er wird auch als Prošek, ein dalmatinischer Dessertwein, ausgeschenkt.
Siehe auch den Artikel Weinbau in Kroatien sowie die Liste von Rebsorten.

## Ampelographische Sortenmerkmale
In der Ampelographie wird der Habitus folgendermaßen beschrieben:
- Die Triebspitze ist offen. Sie ist weißwollig behaart. Die bronzefarbenen Jungblätter sind hingegen spinnwebig behaart.
- Die mittelgroßen Blätter sind fünflappig und mittelstark ausgeprägt gebuchtet (siehe auch den Artikel Blattform). Die Stielbucht ist lyrenförmig offen. Das Blatt ist stumpf gezahnt. Die Zähne sind im Vergleich der Rebsorten eng gesetzt. Die Blattoberfläche (auch Spreite genannt) ist blasig derb.
- Die walzen- bis konusförmige Traube ist mittelgroß bis groß, geschultert und meist mäßig dichtbeerig, da die Sorte stark verrieselt. Die Beeren sind mittelgroß bis groß und von weißlich-gelber Farbe und sind bei Reife braun gesprenkelt. Die Beerenhaut ist dick.

Die Beeren reifen ca. 30 bis 35 Tage nach denen des Gutedels. Die Sorte gilt nach internationalem Maßstab somit als spät reifend. 
Die Erträge sind in tiefen Böden meist zu hoch, so dass durch eine gezielte Traubenausdünnung eine Ertragsminderung durchgeführt werden muss, um gute Weinqualitäten zu erzielen. Bogdanusa ist eine Varietät der Edlen Weinrebe (Vitis vinifera). Sie besitzt zwittrige Blüten und ist somit selbstfruchtend. Beim Weinbau wird der ökonomische Nachteil vermieden, keinen Ertrag liefernde, männliche Pflanzen anbauen zu müssen.

## Synonyme
Die Rebsorte Bogdanusa ist auch unter den Namen Bogdanoucha, Bogdanuša bijela, Bogdanuša mala, Bogdanuša vela, Bogdanuša vela mladinka, Bojdanuša, Vrbanjka und Vrbanjska bekannt.